# Werner Boy
Werner Boy (Barmen, 4 maggio 1879 – 6 settembre 1914) è stato un matematico tedesco.
È noto per avere scoperto nel 1901 una superficie che porta il suo nome, quando era allievo di David Hilbert. Hilbert pensava che ogni immersione del Piano proiettivo reale nello spazio affine tridimensionale dovesse contenere rette singolari e incaricò Werner Boy di trovare una dimostrazione di questo fatto. Tuttavia Boy riuscì a produrre una superficie non contenente rette singolari che risultava essere una immersione del piano proiettivo reale, mostrando a Hilbert che si sbagliava.
La superficie di Boy è stata introdotta dal suo scopritore in termini topologici, sebbene siano state prodotte molte varianti topologicamente equivalenti della superficie, una sua parametrizzazione è stata trovata solo nel 1978, quando Bernard Morin ideò il primo modello matematico per la parametrizzazione della superficie di Boy, mentre l'equazione algebrica cui soddisfa è stata trovata nel 1984 da F. Apery.
Terminati gli studi trovò lavoro come insegnante, morì in trincea nelle prime settimane della prima guerra mondiale.